# Anguille
Taxons concernés
- Plusieurs espèces de l'ordre des Anguilliformes dont :
  - Anguilles d'eau douce, les Anguillidae ;
  - Anguilles de vase, Heterenchelyidae ;
  - Anguilles-spaghettis, Moringuidae.
- L'Electrophorus electricus, des Gymnoptidae
- Anguilles épineuses, les SynbranchiformesVoir aussi
- civelle ou pibale, l'alevin d'anguillemodifier

En français, le terme anguille est un nom vernaculaire ambigu désignant plusieurs espèces de poissons serpentiformes appartenant à des ordres différents. L'anguille d'Europe est l'anguille la plus connue.

## Noms vernaculaires
- Anguille d'Europe — Anguilla anguilla ; les expressions « anguille argentée » (ou « blanche ») et « anguille jaune » désignent des étapes de la vie de cette espèce
- Anguille abyssale — Saccopharyngiformes
- Anguille d'Amérique — Anguilla rostrata
- Anguille d'Australie — Anguilla australis
- Anguille à bec de canard — Nettastomatidae sp[1].
- Anguilles d'eau douce — Anguillidae
- Anguille électrique — Electrophorus electricus
- Anguille épineuse — Synbranchiformes
- Anguille égorgée — Synaphobranchidae [2]
- Anguille japonaise — Anguilla japonica
- Anguille du Mozambique ou anguille à longue nageoire — Anguilla mossambica[3]
- Anguille à longue nageoire — Anguilla mossambica [3]
- Anguille bicolore ou anguille à nageoire courte — Anguilla bicolor est présente en Inde et en Indonésie[3]
- Anguille sombre ou anguille de vase — Anguilla obscura, présente dans le Pacifique
- Grande anguille marbrée — Anguilla marmorata s’étend sur toute la région indo-pacifique [3]
- Anguille marbrée africaine — Anguilla bengalensis labiata
- Anguille marbrée indienne — Anguilla bengalensis bengalensis

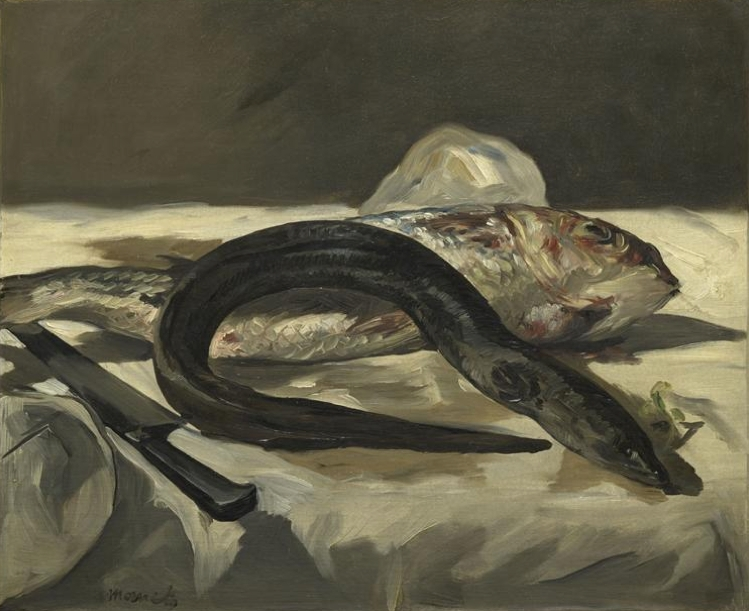
Rouget et Anguille, d’Édouard Manet (1864).

- Anguille à nez court — Simenchelys parasitica
- Anguille de Nouvelle-Zélande — Anguilla dieffenbachii
- Anguille des sources — Thermarces cerberus
- Anguilles-spaghettis — Moringuidae
- Anguille à tête courte — Panturichthys fowleri
- Anguilles de vase — Heterenchelyidae